# 알란 자고예프
알란 옐리즈바로비치 자고예프(러시아어: Алан Елизбарович Дзагоев, Alan Yelizbarovich Dzagoev, 1990년 6월 17일, 러시아 SFSR 베슬란 ~ )는 러시아의 은퇴한 축구 선수로 과거 공격형 미드필더로 활약했다. 2006년 FC Academia Dimitrovgrad에 입단하였다. 2008년 러시아 프리미어리그 최우수 청소년선수상을 수상하였다.

## 수상
- UEFA 유로 2012 맨 오브 더 매치 : vs. 체코 (조별리그)
- 2013년 UEFA U-21 축구 선수권 대회 올스타팀